# Prey (Vosges)
Prey település Franciaországban, Vosges megyében. Lakosainak száma 89 fő (2022. január 1.). Prey Fays, Fiménil, Laval-sur-Vologne és Lépanges-sur-Vologne községekkel határos.

## Népesség
A település népességének változása:
| Lakosok száma | 101  | 99   | 93   | 91   | 91   | 90   | 89   | 89   |
|               | 2013 | 2015 | 2017 | 2018 | 2019 | 2020 | 2021 | 2022 |